# Markus Torgeby
Markus Torgeby, född 1976 på Öckerö, är en svensk långlöpare. 
Redan vid 13 års ålder sprang Torgeby sitt första Göteborgsvarv och vid 16 års ålder började han löpträna på elitnivå. Efter några år drabbades han av skador samtidigt som den mentala pressen blev för stor och han valde att avsluta tävlandet.
När Torgeby var 20 år gammal flyttade han ut till en egenbyggd kåta i den jämtländska skogen och där bodde han sedan ensam i fem år. Under tiden i skogen fortsatte han att löpträna och regissören Peter Magnusson gjorde samtidigt en dokumentär med titeln Löparen som följde Torgeby under två års träning.
2023 medverkade Torgeby i tv-programmet Husdrömmar Dokumentär där SVT följde hans arbete med att bygga en stuga på ett berg i väglöst land i Jämtland genom att bära upp allt material på ryggen.